# Jean-Marc Varnier
Jean-Marc Varnier (20 oktober 1941) is een Frans voormalig voetballer en voetbaltrainer.
Hij was onder meer trainer van Calais RUFC (1991-1993) en RFC Tournai. Later werd hij hulptrainer bij RAEC Mons, waar hij na het ontslag van Rudi Cossey enkele dagen co-hoofdtrainer was met Geert Broeckaert. Enkele dagen nadien nam hij zelf ook ontslag. Anno 2010 is hij trainer van URS Centre.